# Culaba
Culaba est une municipalité de la province de Biliran, aux Philippines.
Sa population était de 12 325 habitants en 2015.

## Géographie
Culaba est divisé en 17 barangay.